# Paris-Barentin
Paris-Barentin est une course cycliste française, organisée de 1933 à 2006 entre la Capitale et la ville de Barentin dans le département de la Seine-Maritime en région Normandie,. 
Cette course fut rebaptisée Grand Prix de Barentin de 1954 à 1959, Vernon-Barentin de 1966 à 1971, avec une distance moindre, et Paris-Barentin-Yvetot de l'an 2000 jusqu'à sa disparition en 2006 qui l'a rallongée d'une vingtaine de kilomètres environ.
Ce sont les clubs de CV 19ème de Marcel Gobillot et le Vélo Club de Levallois qui sont à l'initiative de cette course.

## Palmarès
| Année     | Vainqueur                                                          | Deuxième                                                           | Troisième                                                          |
| --------- | ------------------------------------------------------------------ | ------------------------------------------------------------------ | ------------------------------------------------------------------ |
| 1933-1953 | PARIS-BARENTIN                                                     | PARIS-BARENTIN                                                     | PARIS-BARENTIN                                                     |
| 1933      | André Boucher                                                      | M. Allaire                                                         | L. Lefebvre                                                        |
| 1934      | Dante Franzil                                                      | William Quesney                                                    | Maurice Pomarède                                                   |
| 1935      | Yvan Marie                                                         | Edmond Browaeys                                                    | M. Delaplace                                                       |
| 1936      | Maurice Latour                                                     | Rémy Royer                                                         | Raymond Dreux                                                      |
| 1937      | Alexandre Szucs                                                    | G. Lenuds                                                          | Albert Carapezzi                                                   |
| 1938      | Alphonse Leboulanger                                               | Edmond Browaeys                                                    | André Boucher                                                      |
| 1939      | Maurice Latour                                                     | Alphonse Leboulanger                                               | Pierre Allain                                                      |
| 1940-1945 | Épreuve non disputée à cause de la Seconde Guerre mondiale         | Épreuve non disputée à cause de la Seconde Guerre mondiale         | Épreuve non disputée à cause de la Seconde Guerre mondiale         |
| 1946      | René Le Boulanger                                                  | Paul Drux                                                          | Lucien Berthelot                                                   |
| 1947      | Pierre Kariger                                                     | J. Tronchot                                                        | Moreau                                                             |
| 1948      | Charles Olivier                                                    | Julien Conan                                                       | Roger Vervel                                                       |
| 1949      | Roger Creton                                                       | Jean Delahaye                                                      | Jean Erussard                                                      |
| 1950      | René Volet                                                         | Petrel                                                             | Serge Benoist                                                      |
| 1951      | Marcel Blondelle                                                   | R. Bénard                                                          | Edmond Nogue                                                       |
| 1952      | Claude Rouer                                                       | Roland Bezamat                                                     | Jean Nédellec                                                      |
| 1953      | Roland Joassin                                                     | Jean Thaurin                                                       | André Mézières                                                     |
| 1954-1959 | GRAND PRIX DE BARENTIN « Maillot Paris-Normandie » – hors palmarès | GRAND PRIX DE BARENTIN « Maillot Paris-Normandie » – hors palmarès | GRAND PRIX DE BARENTIN « Maillot Paris-Normandie » – hors palmarès |
| 1960      | Lauris Mattuizzi                                                   | Marcel Seurin                                                      | Anselme Cosperec                                                   |
| 1961      | Christian Delafontaine                                             | Jean Champie                                                       | André Mignard                                                      |
| 1962      | Jean-Pierre Van Haverbeke                                          | Bernard Brian                                                      | Claude Delamain                                                    |
| 1963      | Michel Béchet                                                      | Raymond Delisle                                                    | Jacky Lepolard                                                     |
| 1964      | Jean-Pierre Puccianti                                              | Paul Lemeteyer                                                     | Fernand Etter                                                      |
| 1965      | Gérard Demont                                                      | Manuel Moya                                                        | Jean Cabart                                                        |
| 1966-1971 | VERNON-BARENTIN – Épreuve de remplacement hors palmarès            | VERNON-BARENTIN – Épreuve de remplacement hors palmarès            | VERNON-BARENTIN – Épreuve de remplacement hors palmarès            |
| 1966      | Daniel Ducreux                                                     | Jacques Sadot                                                      | Jean-Marie Dorothée                                                |
| 1967      | Francis Poirier                                                    | Michel Lemaignan                                                   | Élie Lefranc                                                       |
| 1968      | Daniel Ducreux                                                     | Jacky Chan-Tsin                                                    | Robert Lucas                                                       |
| 1969      | Dave Rollinson (en)                                                | Daniel Vermeulen                                                   | Jacky Chan-Tsin                                                    |
| 1970      | Claude Dubost                                                      | Michel Lemaignan                                                   | Jean-Claude Pailleux                                               |
| 1971      | Jean-Claude Bruyère                                                | Alain Frainet                                                      | Élie Lefranc                                                       |
| 1972-1999 | PARIS-BARENTIN                                                     | PARIS-BARENTIN                                                     | PARIS-BARENTIN                                                     |
| 1972      | Joël Hauvieux                                                      | Jean-Claude Blocher                                                | Paul-Louis Combes                                                  |
| 1973      | Jean-Paul Richard                                                  | Jacques Boulas                                                     | Michel Demore                                                      |
| 1974      | José Beurel                                                        | André Gallopin                                                     | C. Goulard                                                         |
| 1975      | José Beurel                                                        | Gilbert Favre                                                      | Patrick Derosier                                                   |
| 1976      | Épreuve non organisée                                              | Épreuve non organisée                                              | Épreuve non organisée                                              |
| 1977      | Paul Sherwen                                                       | Serge Beucherie                                                    | Philippe Durel                                                     |
| 1978      | Michel Demeyre                                                     | Patrice Blanchardon                                                | Michel Verlhac                                                     |
| 1979      | Loubé Blagojevic                                                   | Jacques Desportes                                                  | Didier Landreau                                                    |
| 1980      | Luc Mariette                                                       | Pascal Guyot                                                       | Didier Echivard                                                    |
| 1981      | Florent Mauge                                                      | Laurent Eudeline                                                   | Claude Marciaux                                                    |
| 1982      | Marino Verardo                                                     | Charly Mottet                                                      | Christian Corre                                                    |
| 1983      | Marino Verardo                                                     | Pascal Kolkhuys                                                    | Schaun Fenwick                                                     |
| 1984      | Hans Daams                                                         | Thierry Marie                                                      | Franck Pineau                                                      |
| 1985      | Jean-Jacques Philipp                                               | Roman Kreuziger                                                    | Daniel Mahier                                                      |
| 1986      | Claude Séguy                                                       | Gilles Sanders                                                     | Christophe Bachelot                                                |
| 1987      | Thierry Barrault                                                   | François Billon                                                    | Patrick Jérémie                                                    |
| 1988      | Philippe Goubin                                                    | Bruno Bonnet                                                       | Gérard Picard                                                      |
| 1989      | Thierry Casas                                                      | Jean-Jacques Philipp                                               | Thierry Barrault                                                   |
| 1990      | Sławomir Krawczyk                                                  | Jean-Philippe Dojwa                                                | Didier Thueux                                                      |
| 1991      | Christophe Leroscouet                                              | Marek Świniarski                                                   | Zbigniew Ludwiniak                                                 |
| 1992      | Gilles Talmant                                                     | Pierrick Gillereau                                                 | Dariusz Zakrzewski (pl)                                            |
| 1993      | Emmanuel Mallet                                                    | Pascal Hervé                                                       | Christophe Dupouey                                                 |
| 1994      | Gordon Fraser                                                      | Claude Lamour                                                      | Laurent Genty                                                      |
| 1995      | Épreuve annulée                                                    | Épreuve annulée                                                    | Épreuve annulée                                                    |
| 1996      | Épreuve non organisée                                              | Épreuve non organisée                                              | Épreuve non organisée                                              |
| 1997      | Franck Laurance                                                    | Marcus Ljungqvist                                                  | Cyriaque Duval                                                     |
| 1998      | Laurent Planchaud                                                  | Saulius Ruškys                                                     | Pascal Peyramaure                                                  |
| 1999      | Éric Duteil                                                        | Médéric Clain                                                      | Noan Lelarge                                                       |
| 2000-2006 | PARIS-BARENTIN-YVETOT                                              | PARIS-BARENTIN-YVETOT                                              | PARIS-BARENTIN-YVETOT                                              |
| 2000      | Cédric Jourdan                                                     | Sébastien Six                                                      | Mickael Olejnik                                                    |
| 2001      | Sébastien Six                                                      | Rune Jogert                                                        | Renaud Dion                                                        |
| 2002-2003 | Épreuve annulée                                                    | Épreuve annulée                                                    | Épreuve annulée                                                    |
| 2004      | Petter Renäng (de)                                                 | Piergiorgio Camussa (de)                                           | David Martinez                                                     |
| 2005      | Épreuve annulée                                                    | Épreuve annulée                                                    | Épreuve annulée                                                    |
| 2006      | Épreuve annulée et course définitivement terminée                  | Épreuve annulée et course définitivement terminée                  | Épreuve annulée et course définitivement terminée                  |